# Torre Maura (metropolitana di Roma)
Torre Maura è una fermata della linea C della metropolitana di Roma. Si trova all'incrocio tra la via Casilina, via dell'Aquila Reale e via Walter Tobagi, in prossimità del Grande Raccordo Anulare, a servizio della zona di Torre Maura.

## Storia
I cantieri aprirono a luglio 2007.
L'apertura è avvenuta il 9 novembre 2014 come parte integrante della tratta Parco di Centocelle-Monte Compatri Pantano.
Il nome di lavoro della fermata era Giglioli ed è l'ultima, spalle al centro di Roma, nella circonferenza del Grande Raccordo Anulare, in corrispondenza dell'uscita 18 Casilina.
Si trova a circa metà tempo di percorrenza dell'intera linea, distando circa 17 minuti dal capolinea di San Giovanni circa 16 minuti da quello opposto di Monte Compatri-Pantano.
Alla fermata è stata affiancata la fermata Tobagi della ferrovia Roma-Giardinetti fino al 3 agosto 2015, quando il servizio della ferrovia concessa è stato limitato alla stazione di Centocelle.
La fermata è inserita nei cosiddetti "punti fermi del PUMS" la riapertura del servizio ferroviario, con il conseguente ammodernamento e prolungamento verso l'area universitaria di Tor Vergata.

## Sistemazione superficiale
La fermata dispone di un'uscita centrale ubicata tra via Walter Tobagi e via Enrico Giglioli che immette su una piazzetta adibita a verde pubblico, due uscite laterali (con ascensore) sulla stessa via Enrico Giglioli, e un'uscita su via Casilina all'intersezione con via del Sassonegro (con ascensore), collegata all'area dei tornelli tramite un sottopassaggio.
La fermata dispone di un parcheggio da 22 posti, di cui 1 riservato a portatori di handicap.

## Servizi
La stazione dispone di:
- Biglietteria automatica
- Servizi igienici
- Ascensori
- Parcheggio

## Interscambi
- Fermata autobus ATAC.